# Naoya Takahashi
Naoya Takahashi (japanisch 髙橋 直也 Takahashi Naoya; * 28. Mai 2001 in der Präfektur Osaka) ist ein japanischer Fußballspieler.

## Karriere
Takahashi erlernte das Fußballspielen in der Jugendmannschaften von ACBS SC, Gamba Osaka Kadoma und Gamba Osaka. Die U23-Mannschaft des Vereins spielte in der dritten Liga, der J3 League. Bereits als Jugendspieler absolvierte er elf Drittligaspiele. Im April 2020 wechselte er in die Mannschaft der Kansai-Universität. Mitte Februar 2023 wurde er von der Universität an den Erstligisten Shonan Bellmare ausgeliehen. In der Saison 2023 bestritt er vier Ligaspielen für den Erstligisten. Nach der Ausleihe wurde Takahashi am 1. Februar 2024 fest von Shonan unter Vertrag genommen.